# Општина Замора (Мичоакан)
Замора (шп. Zamora) општина је у Мексику у савезној држави Мичоакан. Општина се налази на надморској висини од 1577 м.

## Становништво
Према подацима из 2010. у општини је живело 186102 становника.

### Хронологија
| Година       | 2000                   | 2005                   | 2010                   |
| ------------ | ---------------------- | ---------------------- | ---------------------- |
| Становништво | 161918 (77379 / 84539) | 170748 (81404 / 89344) | 186102 (89746 / 96356) |

### Попис
| \| \| м \| \| \| ж \| \| 0—2 \| 5.618 \| \| \| 5.516 \| \| 3—5 \| 5.789 \| \| \| 5.623 \| \| 6—11 \| 11.263 \| \| \| 10.949 \| \| 12—14 \| 5.441 \| \| \| 5.295 \| \| 15—17 \| 5.481 \| \| \| 5.613 \| \| 18—24 \| 11.508 \| \| \| 12.520 \| \| 60+ \| 8.084 \| \| \| 9.393 \| \| Просек : \| 28,4 \| \| \| 29,5 \| |        |  |  |        |
| |        |  |  |        |
| | м      |  |  | ж      |
| 0—2 | 5.618  |  |  | 5.516  |
| 3—5 | 5.789  |  |  | 5.623  |
| 6—11 | 11.263 |  |  | 10.949 |
| 12—14 | 5.441  |  |  | 5.295  |
| 15—17 | 5.481  |  |  | 5.613  |
| 18—24 | 11.508 |  |  | 12.520 |
| 60+ | 8.084  |  |  | 9.393  |
| Просек : | 28,4   |  |  | 29,5   |

| #   | Индикатор                                                                                        | Вредност |
| --- | ------------------------------------------------------------------------------------------------ | -------- |
| 1   | Становништво од 0 до 2 године                                                                    | 11134    |
| 2   | Мушко становништво од 0 до 2 године                                                              | 5618     |
| 3   | Женско становништво од 0 до 2 године                                                             | 5516     |
| 4   | Становништво са 3 и више година                                                                  | 173932   |
| 5   | Мушко становништво са 3 и више година                                                            | 83609    |
| 6   | Женско становништво са 3 и више година                                                           | 90323    |
| 7   | Становништво са 5 и више година                                                                  | 166229   |
| 8   | Мушко становништво са 5 и више година                                                            | 79701    |
| 9   | Женско становништво са 5 и више година                                                           | 86528    |
| 10  | Становништво са 12 и више година                                                                 | 140308   |
| 11  | Мушко становништво са 12 и више година                                                           | 66557    |
| 12  | Женско становништво са 12 и више година                                                          | 73751    |
| 13  | Становништво са 15 и више година                                                                 | 129572   |
| 14  | Мушко становништво са 15 и више година                                                           | 61116    |
| 15  | Женско становништво са 15 и више година                                                          | 68456    |
| 16  | Становништво са 18 и више година                                                                 | 118478   |
| 17  | Мушко становништво са 18 и више година                                                           | 55635    |
| 18  | Женско становништво са 18 и више година                                                          | 62843    |
| 19  | Становништво од 3 до 5 година                                                                    | 11412    |
| 20  | Мушко становништво од 3 до 5 година                                                              | 5789     |
| 21  | Женско становништво од 3 до 5 година                                                             | 5623     |
| 22  | Становништво од 6 до 11 година                                                                   | 22212    |
| 23  | Мушко становништво од 6 до 11 година                                                             | 11263    |
| 24  | Женско становништво од 6 до 11 година                                                            | 10949    |
| 25  | Становништво од 8 до 14 година                                                                   | 25450    |
| 26  | Мушко становништво од 8 до 14 година                                                             | 12920    |
| 27  | Женско становништво од 8 до 14 година                                                            | 12530    |
| 28  | Становништво од 12 до 14 година                                                                  | 10736    |
| 29  | Мушко становништво од 12 до 14 година                                                            | 5441     |
| 30  | Женско становништво од 12 до 14 година                                                           | 5295     |
| 31  | Становништво од 15 до 17 година                                                                  | 11094    |
| 32  | Мушко становништво од 15 до 17 година                                                            | 5481     |
| 33  | Женско становништво од 15 до 17 година                                                           | 5613     |
| 34  | Становништво од 18 до 24 године                                                                  | 24028    |
| 35  | Мушко становништво од 18 до 24 године                                                            | 11508    |
| 36  | Женско становништво од 18 до 24 године                                                           | 12520    |
| 37  | Женско становништво од 15 до 49 година                                                           | 51113    |
| 38  | Становништво са 60 и више година                                                                 | 17477    |
| 39  | Мушко становништво са 60 и више година                                                           | 8084     |
| 40  | Женско становништво са 60 и више година                                                          | 9393     |
| 41  | Однос између мушкараца и жена                                                                    | 93.14    |
| 42  | Становништво од нуле до 14 година                                                                | 55494    |
| 43  | Становништво од 15 до 64 године                                                                  | 117609   |
| 44  | Становништво од 65 година и више                                                                 | 11963    |
| 45  | Просечан број деце                                                                               | 2.42     |
| 46  | Становништво рођено у ентитету                                                                   | 165363   |
| 47  | Мушко становништво рођено у ентитету                                                             | 79445    |
| 48  | Женско становништво рођено у ентитету                                                            | 85918    |
| 49  | Становништво рођено у другом ентитету                                                            | 16646    |
| 50  | Мушко становништво рођено у другом ентитету                                                      | 8207     |
| 51  | Женско становништво рођено у другом ентитету                                                     | 8439     |
| 52  | Становништво од 5 година и више резидентно у ентитету у јуну 2005. године                        | 158141   |
| 53  | Мушко становништво старосног доба од 5 година и више, резидентно у ентитету у јуну 2005. године  | 74918    |
| 54  | Женско становништво старосног доба од 5 и више година, резидентно у ентитету у јуну 2005. године | 83223    |
| 55  | Становништво од 5 година и више које је живело у другом ентитету у јуну 2005. године             | 3375     |
| 56  | Мушко становништво старије од 5 година које је живело у другом ентитету у јуну 2005. године      | 1728     |
| 57  | Женско становништво старије од 5 година које је живело у другом ентитету у јуну 2005. године     | 1647     |
| 58  | Становништво од 3 године и више које говори аутохтони језик                                      | 1223     |
| 59  | Мушко становништво старо 3 године и више које говори аутохтони језик                             | 633      |
| 60  | Женско становништво старо 3 године и више које говори аутохтони језик                            | 590      |
| 61  | Становништво од 3 године и више које говори аутохтони језик и не говори шпански језик            | 8        |
| 62  | Мушко становништво старо 3 године и више које говори аутохтони језик и не говори шпански         | 2        |
| 63  | Женско становништво старо 3 године и више које говори аутохтони језик и не говори шпански језик  | 6        |
| 64  | Становништво старо 3 године и више које говори аутохтони језик и шпански                         | 982      |
| 65  | Мушко становништво старо 3 године и више које говори аутохтони језик и шпански                   | 490      |
| 66  | Женско становништво старо 3 године и више које говори аутохтони језик и шпански                  | 492      |
| 67  | Становништво од 5 година и више које говори аутохтони језик                                      | 1211     |
| 68  | Становништво од 5 година и више које говори аутохтони језик и не говори шпански језик            | 8        |
| 69  | Становништво од 5 година и више које говори аутохтони језик и говори шпански језик               | 973      |
| 70  | Становништво у домородачким домаћинствима                                                        | 2988     |
| 71  | Становништво са ограничењима у активностима                                                      | 7949     |
| 72  | Становништво са ограниченим ходањем или кретањем, горе или доле                                  | 4603     |
| 73  | Становници са ограничењима вида, чак и уз кориштење сочива                                       | 1980     |
| 74  | Становништво са ограничењима говора, комуникације или конверзације                               | 719      |
| 75  | Становништво са ограниченим слухом                                                               | 796      |
| 76  | Становништво са ограничењима при одевању, купању или јелу                                        | 441      |
| 77  | Становништво са ограничењима у опажању или учењу једноставних ствари                             | 400      |
| 78  | Становништво са менталним ограничењима                                                           | 877      |
| 79  | Становништво без ограничења активности                                                           | 175513   |
| 80  | Становништво од 3 до 5 година које не похађа школу                                               | 6035     |
| 81  | Мушко становништво од 3 до 5 година које не похађа школу                                         | 3052     |
| 82  | Женско становништво од 3 до 5 година које не похађа школу                                        | 2983     |
| 83  | Становништво од 6 до 11 година које не похађа школу                                              | 1304     |
| 84  | Мушко становништво од 6 до 11 година које не похађа школу                                        | 717      |
| 85  | Женско становништво од 6 до 11 година које не похађа школу                                       | 587      |
| 86  | Становништво од 12 до 14 година које не похађа школу                                             | 2084     |
| 87  | Мушко становништво од 12 до 14 година које не похађа школу                                       | 1053     |
| 88  | Женско становништво од 12 до 14 година које не похађа школу                                      | 1031     |
| 89  | Становништво од 15 до 17 година похађа школу                                                     | 5483     |
| 90  | Мушко становништво од 15 до 17 година похађа школу                                               | 2700     |
| 91  | Женско становништво између 15 и 17 година живота у школи                                         | 2783     |
| 92  | Становништво од 18 до 24 године похађа школу                                                     | 5363     |
| 93  | Мушко становништво од 18 до 24 године похађа школу                                               | 2642     |
| 94  | Женско становништво од 18 до 24 године похађа школу                                              | 2721     |
| 95  | Становништво од 8 до 14 година које не може да чита и пише                                       | 1257     |
| 96  | Мушко становништво старосног доба од 8 до 14 година које не може да чита и пише                  | 758      |
| 97  | Женско становништво старосног доби од 8 до 14 година које не може да чита и пише                 | 499      |
| 98  | Становништво од 15 година и више које је неписмено                                               | 10926    |
| 99  | Мушко становништво од 15 година и више које је неписмено                                         | 4472     |
| 100 | Женско становништво од 15 година и више које је неписмено                                        | 6454     |
| 101 | Становништво старо 15 и више година без школовања                                                | 12096    |
| 102 | Мушко становништво старо 15 и више година без школовања                                          | 5345     |
| 103 | Женско становништво старо 15 и више година без школовања                                         | 6751     |
| 104 | Становништво старосног доба 15 и више година са непотпуним основним образовањем                  | 21589    |
| 105 | Мушко становништво старосног доба од 15 година и више са непотпуном основним образовањем         | 9664     |
| 106 | Женско становништво старосног доба 15 и више година са непотпуном основним образовањем           | 11925    |
| 107 | Становништво старо 15 и више година са комплетним основним образовањем                           | 24566    |
| 108 | Мушко становништво старо 15 година и више са комплетним основним образовањем                     | 10877    |
| 109 | Женско становништво старо 15 и више година са комплетним основним образовањем                    | 13689    |
| 110 | Становништво старосног доба 15 и више година са непотпуним средњим образовањем                   | 7621     |
| 111 | Мушко становништво старосног доба од 15 година и више са непотпуним средњим образовањем          | 4349     |
| 112 | Женско становништво старосног доба од 15 година и више са непотпуним средњим образовањем         | 3272     |
| 113 | Становништво старо 15 и више година са пуним секундарном образовањем                             | 22891    |
| 114 | Мушко становништво старосног доба од 15 година и више са пуним секундарном образовањем           | 11106    |
| 115 | Женско становништво старосног доба од 15 година и више са пуним секундарном образовањем          | 11785    |
| 116 | Становништво старије од 18 година са постосновним образовањем                                    | 35723    |
| 117 | Мушко становништво старије од 18 година са постосновним образовањем                              | 17713    |
| 118 | Женско становништво старије од 18 година са постосновним образовањем                             | 18010    |
| 119 | Просечна оцена школовања                                                                         | 7.81     |
| 120 | Просечан ниво образовања мушке популације                                                        | 8.03     |
| 121 | Просечан ниво образовања женског становништва                                                    | 7.61     |
| 122 | Економски активно становништво                                                                   | 79099    |
| 123 | Економски активна мушка популација                                                               | 50698    |
| 124 | Економски активна женска популација                                                              | 28401    |
| 125 | Становништво које није економски активно                                                         | 59748    |
| 126 | Мушко становништво које није економски активно                                                   | 14982    |
| 127 | Женско становништво које није економски активно                                                  | 44766    |
| 128 | Запослено становништво                                                                           | 76439    |
| 129 | Запослено мушко становништво                                                                     | 48516    |
| 130 | Запослено женско становништво                                                                    | 27923    |
| 131 | Незапослена популација                                                                           | 2660     |
| 132 | Незапослена мушка популација                                                                     | 2182     |
| 133 | Незапослена женска популација                                                                    | 478      |
| 134 | Становништво без права на здравствене услуге                                                     | 77757    |
| 135 | Становништво које има право на здравствене услуге                                                | 106108   |
| 136 | Становништво које има право на ИМСС                                                              | 61091    |
| 137 | Становништво које има право на социјално осигурање                                               | 8718     |
| 138 | Становништво које има право на државно социјално осигурање                                       | 169      |
| 139 | Становништво које има право на опште осигурање или здравствено осигурање за нову генерацију      | 29957    |
| 140 | Становништво које је било једном или није било у браку током 12 година и више                    | 45336    |
| 141 | Венчано или уједињено становништво од 12 година и више                                           | 81172    |
| 142 | Становништво које је било у браку или уједињено 12 година и више                                 | 12847    |
| 143 | Становништво са католичком религијом                                                             | 170869   |
| 144 | Протестанти, еванђелисти и библијски следбеници различити од еванђелиста                         | 8961     |
| 145 | Становништво са другим религијама различитим од претходних                                       | 51       |
| 146 | Становништво без религије                                                                        | 3372     |
| 147 | Укупно пописаних домаћинства                                                                     | 47355    |
| 148 | Пописна домаћинства на челу са мушкарцима                                                        | 35789    |
| 149 | Пописна домаћинства на челу са женама                                                            | 11566    |
| 150 | Становништво у пописним домаћинствима                                                            | 184010   |
| 151 | Становништво у пописним домаћинствима на челу са мушкарцима                                      | 145209   |
| 152 | Становништво у пописним домаћинствима на челу са женама                                          | 38801    |
| 153 | Укупно домаћинстава                                                                              | 62243    |
| 154 | Укупно насељених домаћинстава                                                                    | 47707    |
| 155 | Укупно приватних кућа                                                                            | 61891    |
| 156 | Насељени приватни домови                                                                         | 47355    |
| 157 | Укупно насељених приватних кућа                                                                  | 47687    |
| 158 | Ненасељене приватне куће                                                                         | 10969    |
| 159 | Појединачна домаћинства за привремену употребу                                                   | 3567     |
| 160 | Становници у насељеним приватним кућама                                                          | 184010   |
| 161 | Насељеност станара у приватним становима                                                         | 3.89     |
| 162 | Просечно становника по соби у приватним насељеним домаћинствима                                  | 0.97     |
| 163 | Појединачна домаћинства са подовима од различитих материјала од земље                            | 45441    |
| 164 | Појединачна домаћинства у приземљу                                                               | 1668     |
| 165 | Појединачна домаћинства са једном спаваћом собом                                                 | 13455    |
| 166 | Појединачна домаћинства са две спаваће собе и више                                               | 33717    |
| 167 | Појединачна домаћинства са једним собом                                                          | 1468     |
| 168 | Појединачна домаћинства са две собе                                                              | 5333     |
| 169 | Појединачна домаћинства са 3 собе и више                                                         | 40330    |
| 170 | Појединачна домаћинства која имају електрично светло                                             | 46832    |
| 171 | Појединачна домаћинства која немају електрично светло                                            | 351      |
| 172 | Појединачна домаћинства која имају водоводну воду у стамбеном простору                           | 40167    |
| 173 | Појединачна домаћинства која немају водоводну воду у стамбеном простору                          | 6917     |
| 174 | Појединачна домаћинства која имају тоалет                                                        | 46551    |
| 175 | Појединачна домаћинства која имају канализацију                                                  | 45978    |
| 176 | Појединачна домаћинства која немају канализацију                                                 | 1082     |
| 177 | Појединачна домаћинства која имају електрично светло, довод воде из јавне мреже и канализацију   | 39755    |
| 178 | Појединачна домаћинства без икаквих услова                                                       | 384      |
| 179 | Појединачна домаћинства која имају радио                                                         | 39030    |
| 180 | Појединачна домаћинства која имају телевизор                                                     | 45851    |
| 181 | Појединачна домаћинства која имају фрижидер                                                      | 41443    |
| 182 | Појединачна домаћинства која имају машину за веш                                                 | 33346    |
| 183 | Појединачна домаћинства која имају аутомобил или комби                                           | 21790    |
| 184 | Појединачна домаћинства која имају рачунар                                                       | 12571    |
| 185 | Појединачна домаћинства која имају фиксну телефонску линију                                      | 22317    |
| 186 | Појединачна домаћинства која имају мобилни телефон                                               | 29462    |
| 187 | Појединачна домаћинства која имају приступ интернету                                             | 8657     |